# Ryūya Yamanaka
Ryūya Yamanaka (山中 竜也, Yamanaka Ryūya) est un boxeur japonais né le 11 avril 1995 à Sakai.

## Carrière
Passé professionnel en 2012, il devient champion du monde des poids pailles WBO le 27 août 2017 en battant aux points son compatriote Tatsuya Fukuhara. Le 18 mars 2018, il conserve son titre en battant Moises Calleros mais le perd le 13 juillet 2018 après une défaite aux points face à Vic Saludar.